# 范寿康
范壽康（1896年1月6日—1983年2月27日），字允臧，原籍浙江紹興上虞市，中國教育家、哲學家。

## 生平

### 北洋政府時期
1913年留學日本，先後就讀於東京第一高等學校（一說是東京高等師範學校，就是現在筑波大學）、東京帝國大學文學部本科（教育哲學專攻），1923年得學位回中國，在上海商務印書館編譯所做編輯，主編《教育大詞典》。

### 第一次國共合作時期
1926年任廣州中山大學教授兼秘書長。1927年任春暉中學校長。

### 第一次国共内战時期
1932年任安徽大學文學院院長。1933年8月至1938年4月，任國立武漢大學人文學院哲學教育系教授，主講「現代哲學」、「中國哲學史」、「哲學概論」、「希臘哲學研究」等課程，以通俗嚴謹的教學風格深得學生們的喜愛。作為五四運動時期就開始介紹馬克思主義唯物史觀的學者，在課程中講授辯證唯物主義和歷史唯物主義，受到進步同學的歡迎。在此期間還兼任武漢大學《文哲季刊》主編、出版委員會委員，教授會主席等職。

### 抗日戰爭時期
出任國民政府軍事委員會政治部第三廳副廳長兼第七處處長，協助郭沫若領導抗日宣傳和統戰工作。後曾任中國國民黨中央宣傳委員會（中宣會；后改名文化工作委員會，簡稱文工會；現名文化傳播委員會，簡稱文傳會）國際研究室主任、國民政府軍事委員會政治部設計委員和行政院參議。

### 過台灣
1945年末參加國民政府的陳儀行政團隊，任參議，到台灣接收台灣總督府圖書館，改名臺灣省圖書館（臺灣省行政長官公署圖書館，和當時叫做臺灣省博物館的現在國立臺灣博物館同建築物營運辦公），任館長。
1946年1月16日台灣省行政長官公署教育處處長趙迺傳辭職，陳儀派他代理教育處處長；同年1月19日真除教育處處長，兼行政長官公署圖書館館長。同年10月10日，圖書館館長由長官公署參議吳克剛接任。
同時代表陳儀出任國立臺灣大學校務維持委員會委員。
1946年4月29日范壽康於台灣省地方行政幹部訓練團的演講中，公開指責台灣人排擠外省工作人員是「完全奴化」、反對「台人治台」。引起省參議員郭國基的強烈質詢，認為這是對台灣同胞的侮辱。
范壽康任教育處處長期間，曾被省議員王添灯抨擊，挪用購買教科書預算新台幣六百萬元中的一百萬元去做生意，造成虧空。
1947年5月，陳儀去職，台灣省行政長官公署改組為台灣省政府，新設台灣省政府教育廳，許恪士任廳長；與教育處平行的博物館、圖書館、交響樂團、國語推行委員會併入教育廳，變成所屬機關；圖書館改名臺灣省立臺北圖書館，吳克剛仍任館長。范壽康轉任國立臺灣大學哲學系教授兼主任，10月13日起還兼國立臺灣大學圖書館館長。
1948年8月底，莊長恭校長新聘方東美任哲學系主任。1949年1月20日傅斯年校長上任后，改聘蘇薌雨任圖書館館長。范壽康從此卸下行政職務，專任台大哲學系教授。
1970年，范壽康從台大退休。

#### 同事觀點
與范壽康同是陳儀班底的魏建功1947年4月1日寫給學友傅斯年的信說：「范（東京高師，學藝社）為人尚好，惟遇事並無主見，更缺遠慮。其淵源係沈仲九關係。過去臺大，范即代表省方參加校務，羅宗洛君先被擺布，陸志鴻（本人亦殊庸碌）近復遭厭棄。教育處中無得力幹才，憒憒自用者多。省方又有博物館、圖書館、編譯館，皆以人事關係，不屬教育處。編譯館新設，許季茀先生長之，皆新延人士。博物、圖書兩館則留用舊時日人，由陳兼善（兼臺大秘書）任博物館長，范自兼圖書館長，現改吳克剛，以此諸人不屑居教育處下，故直繫公署。（又，圖書館有南洋研究資料室，全部日人，實有「養疽」之慨；范一任日人自理，並不審查其研究動靜）臺大事務，陳原為宗洛時期總務長，與馬廷英（海洋研究所長、地質系主任）最屬主腦。陳以非留日，尚有不能盡展之處，馬則素揚省抑部者也。范、陳、馬於臺大關係相連，而在文教上並無任何措施。」
魏建功當時是直繫公署的參議兼國語推行委員會主任委員，同時從1947年4月1日起兼任台灣大學文學院文學系特約教授，講中國文學。

### 晚年
退休后移民美國。1982年4月18日從美國回中國北京，12月當選中國人民政治協商會議第6屆全國委員會常務委員。1983年2月27日因心臟病病發，逝世於北京，享年87歲。

## 家庭
儿子是中华全国台湾同胞联谊会原副会长范乐年。

## 著作
- 《個性教育》
- 《教育哲學大綱》
- 《各科教學法》
- 《近代六大教育思想家》
- 《哲學通論》
- 《美學概論》
- 《藝術之本質》
- 《朱子及其哲學》
- 《中國哲學史通論》
- 《現代德國哲學概論》
- 《認識論》
- 《康德》
- 《柏拉圖》
- 《亞里士多德》